# Oborozukiyo: Inori
Albums de Mika Nakashima
Love
(2002) Music
(2005)
Oborozukiyo ~ Inori est le 2e mini album de Mika Nakashima, et peut être considéré comme son 4ealbum. Il est sorti sous le label Sony Music Associated Records le 15 août 2004 au Japon. Il atteint la 3e place du classement de l'Oricon. Il se vend à 93 416 exemplaires la première semaine, et reste classé 5 semaines, pour un total de 110 892 exemplaires vendus.
Oborozukiyo ~ Inori a été utilisé pour la publicité de Sokenbicha; au départ chanté par la star américaine Mariah Carey, puis refaite par le violoniste Taro Hakase.

## Liste des titres
| 1. | Oborozukiyo ~ Inori (朧月夜~祈り, Nuit d'une lune brumeuse ~ Prière) | Tatsuyuki Takano, Mika Nakashima (paroles additionnelle) | Teiichi Okano, Taro Hakase (musique additionnelle) | Taro Hakase        | 6:01 |
| 2. | Sara (沙羅)                                                          | Mika Nakashima                                           | Taro Hakase                                        | Taro Hakase        | 4:45 |
| 3. | Tsuki no Sabaku (月の沙漠, Désert sous la lune)                      | Masao Kato                                               | Suguru Sasaki                                      | Taro Hakase        | 6:41 |
| 4. | Yuki no Hana (雪の華, Fleur de Neige) ~Silent Version~               | Satomi                                                   | Ryouki Matsumoto                                   | Taro Hakase        | 5:56 |
| 5. | Oborodukiyo ~ Inori (Acoustic mix)                                   |                                                          |                                                    | Taro Hakase        | 5:06 |
| 6. | Sara (Jazztronik Remix)                                              |                                                          |                                                    | Jazztronik (remix) | 6:13 |
| 7. | Oborodukiyo ~ Inori (Instrumental)                                   |                                                          |                                                    | Taro Hakase        | 6:01 |

Vinyl
| 1. | Oborozukiyo ~ Inori (朧月夜~祈り, Nuit d'une lune brumeuse ~ Prière) | Tatsuyuki Takano, Mika Nakashima (paroles additionnelle) | Teiichi Okano, Taro Hakase (musique additionnelle) | Taro Hakase | 6:01 |
| 2. | Oborodukiyo ~Inori (Acoustic mix)                                    |                                                          |                                                    | Taro Hakase | 5:06 |

| 1. | Sara (Jazztronik Remix) | Mika Nakashima | Taro Hakase | Jazztronik (remix) | 6:13 |
| 2. | Sara (Instrumental)     |                |             | Taro Hakase        | 4:45 |